# Строительная надпись 1403 года
Строительная надпись 1403 года — принятое название лапидарного мангупского эпиграфического памятника XIV века, написанного на византийском греческом языке, представляющего собой обломок мраморной плиты с вырезанным в «новой традиции феодоритской эпиграфики XV века» текстом, от которого сохранилась лишь подробная датировка. Хранится в фондах Херсонесского музея.

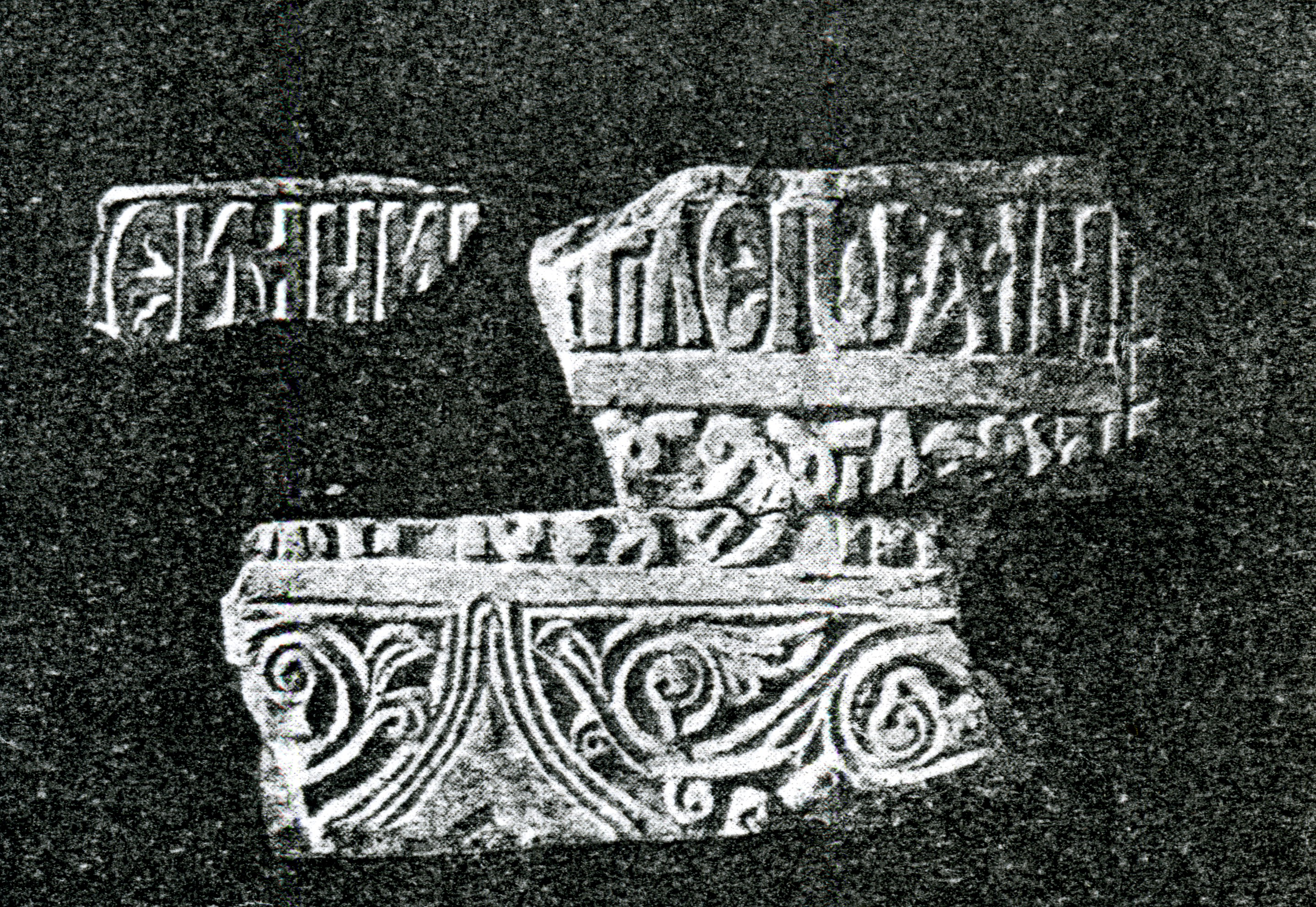
Надпись 1403 года

## Описание
Кусок мраморной плиты, обломанной со всех сторон, кроме правой, имеет размеры 23,0 см в высоту, 39,0 см в ширину и толщину 13,0 см. У камня орнаментированный бортик с 2 выкружками справа и аканфовым карнизом внизу. Артефакт был найден в виде трёх обломков, на которых сохранилась часть надписи
ср.-греч. …ἐν μηνὶ̣ [ἀπ]ριλείῳ α´, ἱμ…τ̣ο̣υ̣ς̣ (χιλιοστ)οῦ (ἑννακοσιαστ)οῦ ια´ — «… 1 [ап]реля, в [воскресенье], в шесть тысяч девятьсот 11-м году, в 11-й индикт»
Исходя из редкого для Мангупа материала (мрамор), употреблявшегося для особо важных случаев, исследователи делают вывод, что текст должен был повествовать о строительстве некоего значительного объекта. Отмечается, что это первая по времени надпись, выполненная в новом для Мангупа стиле: вычурными, маньеризованными буквами, характерными для последующий «правительственных» надписей. Поскольку находка была сделана при раскопках княжеского дворца, который, согласно общепринятому мнению, пристроен в 1425 году, предполагается, что, в эпоху становления молодого княжества, в этот год (1403) было построено некое представительское здание (вероятно, тоже княжеский дворец) предшествующее дворцу Алексея I и разрушенное при его сооружении, чему и посвящена надпись. Также довольно необычным (встречающимся в Крыму лишь ещё один раз), является написание года словами, а не с помощь букв.

## История
Три обломка надписи были найдены Т. X. Лепером в 1913 году при раскопках дворца, вывезены в Херсонес, но так и не были им опубликованы. В марте 1916 года новый руководитель Херсонесского музея Л. А. Моисеев доставил описание и фотографии камня в Императорскую археологическую комиссию, отметив, что указания на точное место находки ни в дневниках раскопок Лепера, ни в описях находок нет и все сведения приводятся со слов Фёдорова (руководителя работ на раскопках). Две совпадающие по разлому части хранились в Херсонесском музее, третий обломок, по исполнению и смыслу являвшийся также частью надписи, сотрудник музея М. И. Скубетов в том же 1916 году, доставил в музей Таврической Ученой Архивной Комиссии, откуда А. И. Маркевич отправил эстампаж В. В. Латышеву, который исследовал памятник по этим описаниям и фотографиям и опубликовал в 1918 году. Учёный, сопоставляя шрифт с образцами 1425 года и 1427 года, относил надпись к этому периоду. Н. В. Малицкий, анализируя выводы Латышева, пришёл к тем же заключениям, сделав вывод, что в 1403 году в Феодоро уже правила династия, к которой принадлежали все последующие князья. При работе с надписью Латышев не установил день недели, который вычисляется, как воскресенье, 1 апреля (память преподобной Марии Египетской), на который в 1403 году приходилось пятое воскресенье Великого поста. Предполагается, что такое совпадение знаменательных дней было выбрано специально. Впоследствии пропали два меньших фрагмента памятника и на сегодняшний в фондах Херсонесского музея осталась лишь центральная часть надписи